# Godzilla vs. Mothra
Godzilla vs. Mothra (ゴジラvsモスラ Gojira tai Mosura?, también conocida como Godzilla and Mothra: The Battle for Earth) es una película japonesa del género kaiju de 1992 dirigida por Takao Okawara, escrita por Kazuki Ōmori y producida por Shogo Tomiyama. Producida y distribuida por Tōhō, es la decimonovena película de la franquicia de Godzilla, y la cuarta película en la Era Heisei de la franquicia. La película presenta a los monstruos ficticios Godzilla, Mothra y Battra, y es protagonizada por Tetsuya Bessho, Satomi Kobayashi, Takehiro Murata, Megumi Odaka, Shiori Yonezawa, Makoto Otake, Akiji Kobayashi, Koichi Ueda, Shinya Owada, Keiko Imamura, Sayaka Osawa, Saburo Shinoda y Akira Takarada, con Kenpachiro Satsuma como Godzilla. La trama sigue los intentos de Battra y Mothra para evitar que Godzilla ataque a Yokohama.
Originalmente concebida como una película independiente de Mothra titulada Mothra vs. Bagan, la película es notable por su regreso a una atmósfera más basada en la fantasía y orientada a la familia, que evoca las películas más antiguas de Godzilla. Aunque no regresó como director, Ōmori continuó su tendencia de incorporar elementos de Hollywood en su guion, en este caso, asiente a la franquicia de Indiana Jones.
Godzilla vs. Mothra se estrenó en Japón el 12 de diciembre de 1992.

## Reparto
- Tetsuya Bessho como Takuya Fujito. (藤戸 拓也 Fujito Takuya?)
- Satomi Kobayashi como Masako Tezuka. (手塚 雅子?)
- Takehiro Murata como Kenji Ando. (安東 健二 Ando Kenji?)
- Keiko Imamura y Sayaka Osawa como Cosmos. (コスモス Kosumosu?)
- Saburo Shinoda como Professor Shigeki Fukazawa. (深沢 重樹 Fukazawa Shigeki?)
- Akiji Kobayashi como Ryuzo Dobashi. (土橋 竜三 Dobashi Ryuzo?)
- Megumi Odaka como Miki Saegusa. (三枝 未希 Saegusa Miki?)
- Akira Takarada como Joji Minamino. (南野 丈二 Minamino Joji?)
- Makoto Otake como Takeshi Tomokane.
- Shiori Yonezawa como Midori Tezuka.
- Kenpachiro Satsuma como Godzilla.
- Hurricane Ryu como la larva de Battra.

## Producción
La idea de filmar una película con una Mothra renovada se remonta a un guion escrito en 1990 por Akira Murao titulado Mothra vs. Bagan, que giraba en torno a un dragón vengativo llamado Bagan que buscaba destruir a la humanidad por su abuso de los recursos de la Tierra, solo para ser derrotado por Mothra, la diosa de la paz. El guion fue revisado por Kazuki Omori después del lanzamiento de Godzilla tai Biollante, aunque el proyecto finalmente fue descartado por Toho, bajo el supuesto de que Mothra era un personaje nacido exclusivamente de la cultura japonesa, y por lo tanto habría sido difícil de comercializar en el extranjero a diferencia del Godzilla más reconocido internacionalmente.
Después del éxito de Godzilla vs. King Ghidorah, el productor Shōgo Tomiyama y el creador de la serie Godzilla, Tomoyuki Tanaka, propusieron resucitar a King Ghidorah en una película titulada Ghidorah's Counterattack, pero cedieron cuando las encuestas demostraron que Mothra era más popular entre las mujeres, que constituían la mayoría de la población de Japón. Tomiyama reemplazó a Ōmori con Takao Okawara como director, pero mantuvo a Ōmori como guionista. Con la esperanza de mantener la mayor cantidad posible de Mothra vs. Bagan, Ōmori reconceptualizó a Bagan como Badora, una gemela oscura de Mothra. Más tarde, el personaje pasó a llamarse Battra (un acrónimo de «battle» y «Mothra»), ya que el primer nombre no era armonioso en japonés. Tomiyama tenía la intención de presentar a la estrella de Mothra Frankie Sakai, pero no pudo hacerlo debido a conflictos de programación. La batalla final entre Godzilla, Mothra y Battra originalmente debía tener una conclusión más elaborada; como en el producto final, Godzilla habría sido transportado al mar, solo para matar a Battra y sumergirse en el océano. Sin embargo, el sitio de su caída habría sido las ruinas sumergidas, parecidas a Stonehenge, de la civilización Cosmos, que habrían envuelto y atrapado a Godzilla con un campo de fuerza activado por Mothra
Ishirō Honda, quien dirigió la primera película de Godzilla y muchas otras, visitó el set poco antes de morir.

### Efectos especiales
Koichi Kawakita continuó con su tema de darles a los oponentes de Godzilla la capacidad de metamorfosearse, e inicialmente tenía la intención de matar a Mothra, solo para renacer como la polilla cibernética MechaMothra, aunque esto se desechó al principio de la producción, lo que convirtió a Godzilla vs. Mothra en la primera la película de Godzilla posterior a 1984 en no presentar un artilugio mecánico. Las escenas submarinas fueron filmadas a través de un acuario lleno de peces colocados entre los artistas y la cámara. El equipo de Kawakita construyó un nuevo traje de Godzilla a partir de moldes utilizados anteriormente, aunque se hizo más delgado que los trajes anteriores, el cuello recibió una estructura más prominente y la disposición de las placas dorsales del personaje se cambió para que la placa más grande se colocara en el medio de la espalda. Los brazos eran más flexibles en los bíceps, y la cara recibió numerosos cambios cosméticos; la frente se redujo y se aplastó, los dientes se redujeron y los ojos recibieron un tinte dorado. La cabeza también se modificó electrónicamente para permitir una mayor movilidad vertical. La filmación de las escenas de Godzilla se vio obstaculizada cuando el traje utilizado anteriormente para Godzilla tai Biollante y Godzilla vs. King Ghidorah, que era necesario para algunas acrobacias, fue robado de los estudios Toho, solo para ser recuperado en el lago Okutama en mal estado. Los restos del traje fueron reciclados para la primera secuencia de batalla. El rugido de Godzilla se convirtió en el chillido agudo de las películas de Godzilla anteriores a 1984, mientras que para los efectos de sonido de Battra se reciclaron de los de Rodan. Al diseñar a Battra, que el guion describió como una «Mothra negra», el artista Shinji Nishikawa buscó distanciar su diseño del de Mothra haciendo que su forma adulta fuera más similar a su larva que en el caso de Mothra, y combinando los dos ojos de Mothra en uno.

## Lanzamiento
Godzilla vs. Mothra fue estrenada en Japón el 12 de diciembre de 1992, donde fue distribuida por Tōhō. La película vendió aproximadamente 4 200 000 boletos en Japón, convirtiéndose en la película japonesa número uno en el mercado nacional en el período que incluyó el año 1993. Obtuvo ingresos por distribución de 2.22 millardos de yenes.